# 17903 Shamieh
17903 Shamieh è un asteroide della fascia principale. Scoperto nel 1999, presenta un'orbita caratterizzata da un semiasse maggiore pari a 2,750453 UA e da un'eccentricità di 0,092403, inclinata di 4,532716° rispetto all'eclittica. Ha un diametro di 5,418 km.